# Briaglia
Briaglia är en ort och kommun i provinsen Cuneo i regionen Piemonte i Italien. Kommunen hade 307 invånare (2018).